# Paurodontus apiticus
Paurodontus apiticus är en rundmaskart. Paurodontus apiticus ingår i släktet Paurodontus och familjen Neotylenchidae. Inga underarter finns listade i Catalogue of Life.